# Cottévrard
Cottévrard település Franciaországban, Seine-Maritime megyében. Lakosainak száma 474 fő (2022. január 1.). Cottévrard Beaumont-le-Hareng, Bosc-Bérenger, Bosc-le-Hard, Critot, Esteville, Grigneuseville és Saint-Saëns községekkel határos.

## Népesség
A település népességének változása:
| Lakosok száma | 440  | 460  | 469  | 470  | 473  | 476  | 474  | 473  | 474  |
|               | 2013 | 2015 | 2016 | 2017 | 2018 | 2019 | 2020 | 2021 | 2022 |